# Marcel de Mendonça Marques
Marcel de Mendonça Marques (São Paulo, 26 de julho de 1996) é um jogador de futsal brasileiro. Atualmente, joga pelo Inter FS e pela Seleção Brasileira de Futsal na posição de ala. Em 2018, foi escolhido pela Futsal Awards como o terceiro melhor jogador sub-23 do mundo.